# Charles Romey
Charles Romey (París, 1804 - 1874), periodista, historiador, cervantista, hispanista y traductor francés.

## Biografía
Fue hijo del barón Louis Romey (1759-1835), un diplomático, escritor e historiador de origen siciliano que prestó servicios en España e Italia y fue alcalde de Niza durante el Imperio, muy aficionado a la literatura y a la historia, por lo cual dejó una gran biblioteca de esas materias a su hijo. 
Charles estudió en el liberal Colegio de Sorèze (Languedoc), y viajó por Italia y, sobre todo, España. A finales de la Restauración y a los comienzos de la monarquía de julio ya ejerce el periodismo político y literario en París. Colabora en Le Courrier Français, de tendencia izquierdista liberal, y escribe en los Annales de la Littérature, L'Artiste, la Revue Encyclopedique y la Revue Française, participando además como redactor en los proyectos del Dictionnaire de la conversation et de la lecture, de una especie de diccionario bilingüe español-francés, la Guide de la conversation en trois langues, français, espagnol et mexicain... (Paris, 1862), el Grand Dicctionnaire Universel du siècle XIX de Pierre Larousse y la Encyclopedie des connaissans utiles, y dirigió Le Foyer entre 1834 y 1836. Además, entre otras obras de sesgo histórico, Romey escribió una Histoire d'Espagne (1839) de carácter incompleto y contenido muy desigual, mejorada en su traducción del francés al español por Antonio Bergnes de las Casas con notas críticas y etimológicas, la Historia de España..., Barcelona, 1839-49, 4 volúmenes, importante porque incitó a Modesto Lafuente a escribir una réplica escrita por un español, su Historia general de España. Además fue editor de Paris Littéraire y en mayo de 1844 empezó a escribir teatro. En 1862 publicó Voyage à travers mon livres, una antología o excerpta de sus obras, que incluye una traducción de El licenciado Vidriera de Cervantes. Fue correspondiente de la Real Academia de la Historia y en 1845 recibió la cruz de la Legión de Honor.
Tradujo obras del español y, especialmente, del inglés (James Fenimore Cooper, Harriet Beecher Stowe, las hermanas Brontë); ejerció la crítica literaria y editó con notas las obras literarias y económicas de su amigo Armand Carrel y una antología de Chateaubriand. Su ideología política oscilaba dentro de los límites del liberalismo y el republicanismo.

## Obras
- Histoire d'Espagne (1839). Traducida y ampliada por Antonio Bergnes de las Casas con notas críticas y etimológicas con el título La Historia de España..., Barcelona, 1839-49, 4 volúmenes.
- Catalina II la Grande, Barcelona: Ave, 1944.
- Hommes et choses de divers temps, París, 1864. Incluye un ensayo sobre el teatro de Cervantes.
- La Russie Ancien et Moderne d'après les chroniques nationales et les meilleurs historiens, París, 1855, traducido al español (Madrid / Barcelona: Plus Ultra, 1858), 2 vols.
- Noticia bibliográfica y literaria acerca de James Fenimore Cooper, 1912.
- Rome..., París, 1860.
- Voyage a travers mes livres. Lectures pour tous, París, 1862.
- Guide de la conversation en trois langues, français, espagnol et mexicain... (Paris, 1862).